# Tisha Waller
Tisha Felice Waller  (née le 1er décembre 1970 à South Boston) est une athlète américaine, spécialiste du saut en hauteur.

## Biographie
Elle remporte cinq titres de championne des États-Unis en plein air en 1996, 1998, 1999, 2002 et 2004, et s'impose également à cinq reprises en salle en 1996, 1998, 1999, 2000 et 2002. En 1998, elle porte le record des États-Unis en salle à 2,01 m.
Étudiante à l'Université de Caroline du Nord, elle se classe troisième des championnats du monde universitaires de 1991. Neuvième des Jeux olympiques de 1996, à Atlanta, elle s'adjuge le titre des Goodwill Games de 1998, à New York avec un saut à 1,97 m. En 1999, Tisha Waller s'adjuge la médaille de bronze des Championnats du monde en salle de Maebashi au Japon, devancé par la Bulgare Khristina Kalcheva et la Tchèque Zuzana Hlavoňová. Elle établit le 18 avril 1999 à Walnut en Californie la meilleure marque de sa carrière en plein air avec 2,00 m mais échoue au pied du podium lors des championnats du monde en plein air de Séville.

## Palmarès
| Date | Compétition                    | Lieu         | Résultat | Marque |
| ---- | ------------------------------ | ------------ | -------- | ------ |
| 1996 | Jeux olympiques                | Atlanta      | 9e       | 1,93 m |
| 1998 | Goodwill Games                 | New York     | 1re      |        |
| 1998 | Coupe du monde des nations     | Johannesburg | 3e       | 1,93 m |
| 1999 | Championnats du monde en salle | Maebashi     | 3e       | 1,96 m |
| 1999 | Championnats du monde          | Séville      | 4e       | 1,96 m |
| 2002 | Coupe du monde des nations     | Madrid       | 4e       | 1,96 m |
| 2003 | Championnats du monde en salle | Birmingham   | 7e       | 1,96 m |
| 2004 | Jeux olympiques                | Athènes      | qual.    | 1,89 m |

## Records
| Épreuve         | Épreuve   | Performance | Lieu    | Date            |
| --------------- | --------- | ----------- | ------- | --------------- |
| Saut en hauteur | Plein air | 2,00 m      | Walnut  | 18 avril 1999   |
| Saut en hauteur | Salle     | 2,01 m      | Atlanta | 28 février 1998 |